# St. Julian's
St. Julian's (malt. San Giljan) je značajno naselje na Malti te najpoznatije turističko središte na otoku. St. Julian's je istovremeno i jedna od 68 općina u državi.

## Zemljopis
Naselje St. Julian's se smjestilo na sjevernoj obali otoka Malta i udaljeno je od glavnog grada Valete 10 kilometara zapadno. Naselje se razvilo na sjevernoj obali, na mjestu gdje inače nerazvijena malteška obala pravi nekoliko malih zaljeva. Zahvaljajući tome ovdje se razvilo selo oslonjeno na more (nekad pomorstvo, danas turizam). Područje grada je vrlo malo - 1,6 km², s pokrenutim terenom (0-50 m nadmorske visine).

## Povijest
Područje St. Julian's bilo je naseljeno još u vrijeme prapovijesti i bilo je aktivno u starom i srednjem vijeku, ali nije imalo veći značaj do 19. stoljeća.
Početkom 19. stoljeća tadašnje malo ribarsko naselje otkrili su namjesnici Velike Britanije na Malti kao mjesto za odmor. Međutim, pravi razvoj naselja u turističko odredište počinje početkom 20. stoljeća. St. Julian's je stradao u Drugom svjetskom ratu, ali je poslije toga obnovljen.

## Stanovništvo
Stanovništvo St. Julian's je po popisu iz ožujka 2013. godine imalo nešto preko 10,261 stanovnika, od čega je značajan broj ljudi sa Zapada, nekadašnjih turista.

## Znamenitosti
St. Julian's je središte turizma na Malti. Grad ima nekoliko omanjih marina u zaljevima, brojne zgrade i palače iz vremena britanske vladavine.

## Galerija
- Marina u St. Julian'su
- Priobalje grada
- Stari dio
- Detalj iz stare luke